# Kopiec gen. Jana Henryka Dąbrowskiego
Kopiec gen. Jana Henryka Dąbrowskiego – kopiec usypany w Pierzchowie w gminie Gdów, poświęcony bohaterowi narodowemu gen. Janowi Henrykowi Dąbrowskiemu.
W miejscu nieistniejącego dworu rodziny Dąbrowskich (rozebranego przed 1846) 20 lipca 1872 w 75 rocznicę powstania Legionów Polskich oraz 54 rocznicę śmierci ich twórcy odsłonięto pomnik. Pomnik powstał z inicjatywy Atanazego Benoe z Niegowici, Michała Kępińskiego z Pierzchowa oraz Romana Włodka z Dąbrowicy. Obelisk z piaskowca wykonał krakowski rzeźbiarz Edward Stehlik. Frontową zachodnią ścianę obeliski zdobi herb Dąbrowski (herb szlachecki) rodowy herb Dąbrowskich, a na wschodniej ścianie wyryto fragment "Mazurka Dąbrowskiego". Pomnik zdobi czako ułańskie, szabla, rulon map i wieniec laurowy. W niewielkiej odległości od pomnika (6-8m) miejscowi chłopi usypali kopiec, który został zniszczony przez Niemców pod koniec II wojny światowej.
Profesor Kazimierz Bielenin był inicjatorem odnowienia kopca. 15 czerwca 1996 uroczyście wmurowano kamień węgielny. W fundamencie kopca umieszczony został metalowy pojemnik wykonany z łuski pocisku artyleryjskiego, w którym złożono akt erekcyjny i dokumenty związane z historią jego budowy. Bryłę kopca usypali wykorzystując miejscową ziemię żołnierze Krakowskiego Okręgu Wojskowego  3. Pułku Saperów z Dębicy. W kopcu złożono ziemię z miejsc pobytu generała oraz miejsc pamięci narodowej. Kopiec liczy 7 metrów wysokości (ze zwieńczającym go obeliskiem 8,5 m), średnica podstawy kopca to 18 metrów, a obwód wynosi 66 metrów. Uroczystego poświęcenia kopca dokonał 7 września 1997 biskup Albin Małysiak. 2 sierpnia 2005 w podstawę kopca wmurowano pamiątkową tablicę poświęconą gen. Dąbrowskiemu w 250 rocznicę urodzin, a w 2012 tablicę upamiętniająca inicjatora budowy profesora Bielenina. Pierzchowski kopiec jest pierwszym usypanym w Polsce od zakończenia II wojny światowej.

## Galeria

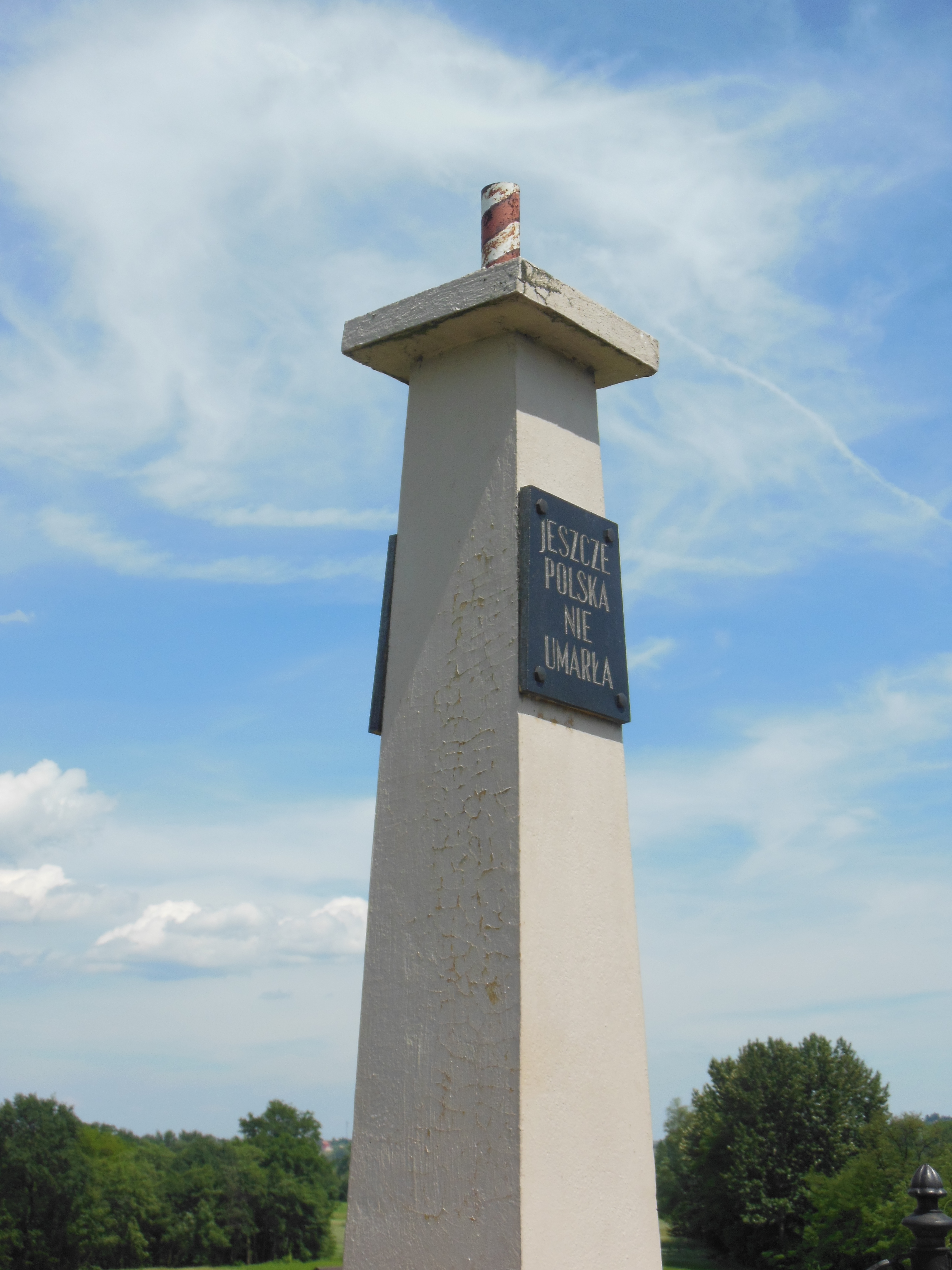
Obelisk na szczycie Kopca
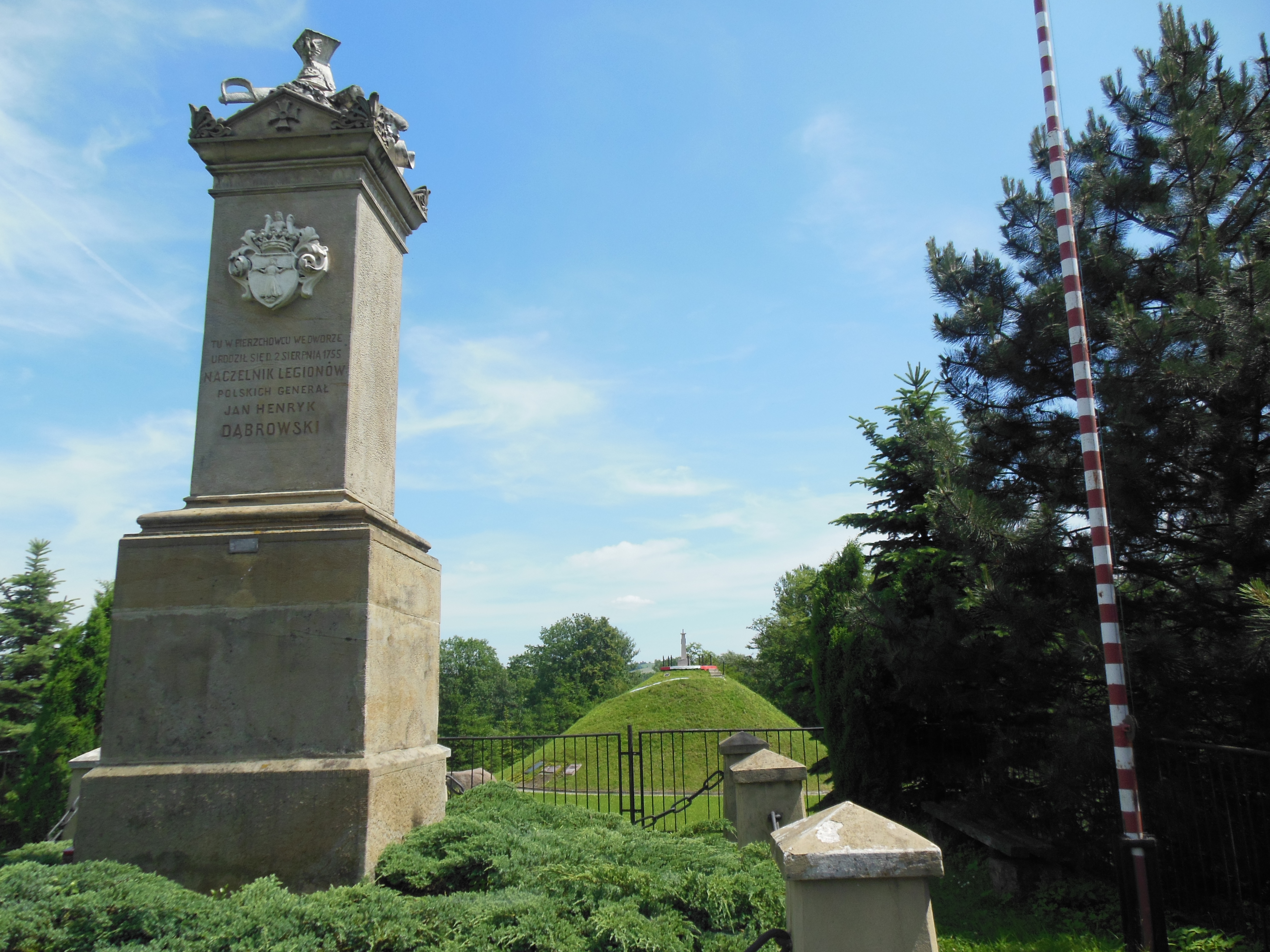
Kopiec na zdjęciu z Pomnikiem
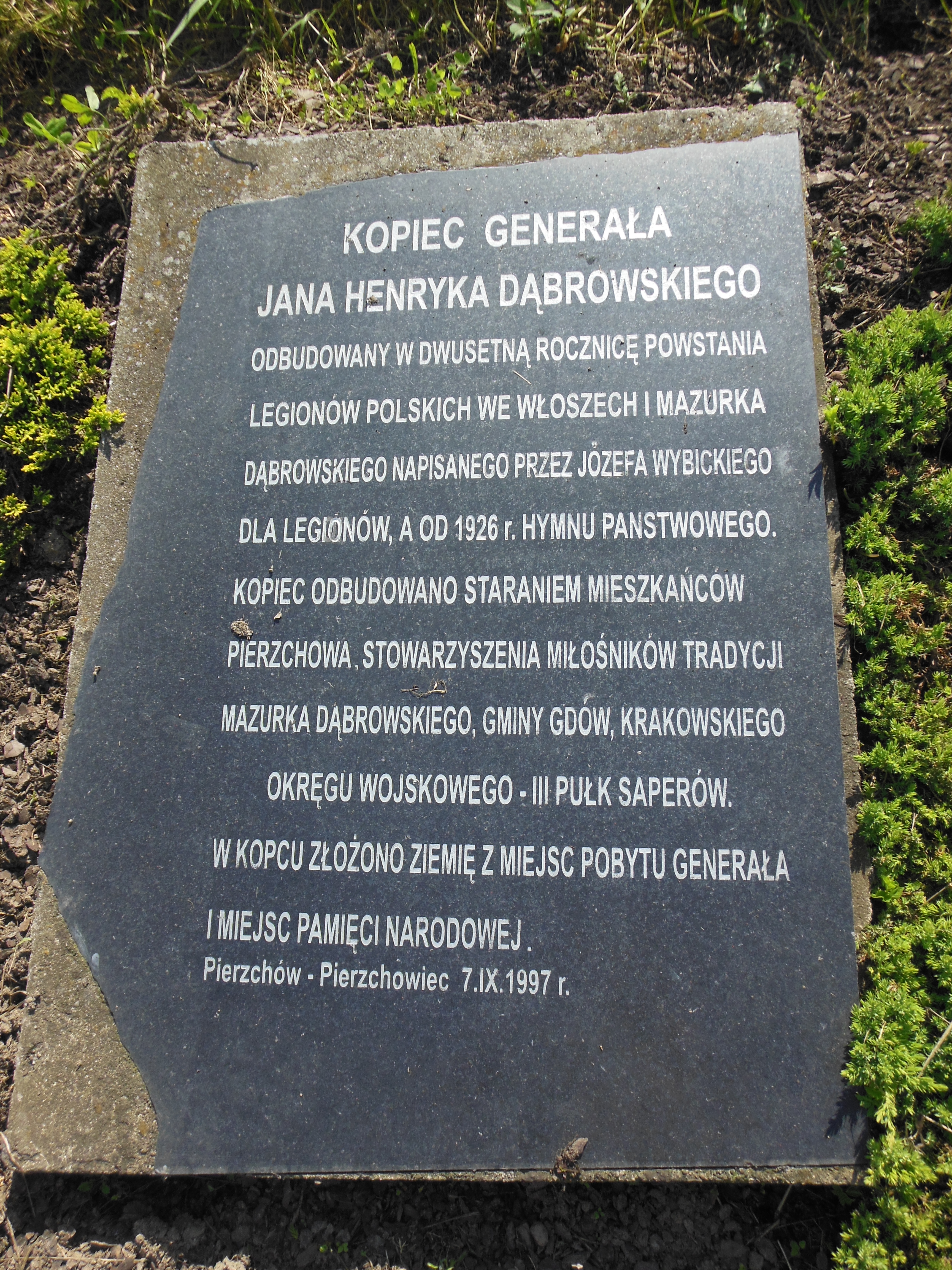
Tablica pamiątkowa